# قالت لي السمراء
قالت لي السمراء، مجموعة شعرية من مؤلفات الشاعر العربي السوري نزار قباني، صدرت في عام 1944، عن دار الأحد في دمشق، سوريا.